# 헬륨성
헬륨성(helium star; helium strong star)은 항성 분류상 O형 또는 B형(푸른색)이며, 스펙트럼상 헬륨 선이 두드러지게 나타나고 수소 선은 보통보다 미약하게 나타나는 항성이다. 강력한 항성풍으로 인해 별이 외피층의 질량을 손실하고 있다는 것을 의미한다. 강헬륨성(EHe)은 스펙트럼상 수소가 완전히 결핍되어 있다.
과거에는 헬륨성이라는 용어가 B형 항성과 동의어였지만, 현재 이 용법은 한물간 것으로 간주되고 있다.

## 같이 보기
- 북쪽왕관자리 R형 변광성